# 滨玉蕊
滨玉蕊（学名：Barringtonia asiatica），又名棋盘脚、棋盤腳樹，是玉蕊科玉蕊属的植物。分布於亞洲、東非和大洋洲各熱帶、亞熱帶地區，多生长于常生滨海地区的林中，目前尚未由人工引种栽培。